# José Roberto Wright
José Roberto Ramiz Wright (Río de Janeiro, 7 de septiembre de 1944) es un exárbitro de fútbol brasileño. Fue árbitro en cuatro partidos de la Copa Mundial de Fútbol de 1990 que se realizó en Italia.
Fue considerado por la Federación Internacional de Historia y Estadística de Fútbol (IFFHS) como «mejor árbitro de la Copa Mundial de Fútbol de 1990» y en ese mismo año fue considerado como «mejor árbitro del mundo». Además dirigió la final de Copa Libertadores de América del año 1991 donde Colo Colo se consagró campeón.
Actualmente es columnista del diario Lance!, y desde mayo de 1998 hasta 2011 fue comentarista de Rede Globo. En abril de 2012, José Roberto Wright dejó Rede Globo por ser responsable de haber recibido denuncias por parte de la Confederación Brasileña de Fútbol.